# Ton d'entrée
Le ton d'entrée (chinois simplifié : 入声 ; chinois traditionnel : 入聲 ; pinyin : Rùshēng) est un des quatre tons de la phonologie du chinois médiéval.  Le ton est généralement décrit comme court et vif, et est toujours en vigueur pour plusieurs variétés des langues chinoises (mais pas de toutes). De nos jours, le ton d'entrée a disparu de la plupart des dialectes mandarins. Ce ton reste notoirement utilisé dans les langues chinoises méridionales, dont le Yue (cantonais), les langues Min, et le Hakka.
Les tons font pleinement partie de la langue chinoise et de sa littérature, car les caractères chinois étaient choisis en fonction de leurs rimes et de leur euphonie. Cette pratique permet par ailleurs de reconstruire la prononciation du chinois archaïque et du chinois médiéval malgré le caractère logographique de la langue.

## Phonétique
D'un point de vue phonétique, le ton d'entrée est une syllabe terminée par une consonne occlusive sourde [p], [t] ou [k]. Dans certains dialectes chinois, l'occlusive finale est devenue un coup de glotte [ʔ]. Certains linguistes[Qui ?] ont également proposé des reconstructions du chinois archaïque qui incluent des consonnes occlusives sonores, ou un groupe de consonnes incluant des occlusives.

## Histoire
Il est généralement admis que les occlusives sourdes qui déterminent le ton d'entrée ont existé depuis le Livre de chansons de la dynastie Zhou (1027–771 BC). De plus, selon certaines hypothèses, depuis le milieu de la dynastie Han, il existait deux types de ton d'entrée : un ton d'entrée long (qui se termine par [ps], [ts], et [ks]) et un ton d'entrée court. Le ton d'entrée long devint le ton de sortie après que la disparition des consonnes finales, alors que le ton d'entrée court est resté le ton d'entrée. 
Les premiers philologues chinois commencèrent à décrire la phonologie du chinois durant les dynasties du Nord et du Sud, de 400 à 600, sous l'influence du bouddhisme et de la langue sanskrit avec laquelle ils arrivèrent. Il y eut plusieurs tentatives infructueuses de classer les tons du chinois, avant l'établissement de la classification traditionnelle en 4 tons entre 483 et 493. Celle-ci est basée sur la théorie védique des 3 intonations (聲明論).  L'intonation moyenne, Udātta, est équivalente au ton haut (平聲); l'intonation montante, Svarita, équivalente ton montant (上聲); l'intonation descendante, Anudātta, équivalente au ton descendant (去聲). Le son distinctif des syllabes se terminant par une occlusive ne s'accordait pas avec les trois intonations et fut appelé le ton d'entrée (入聲). L'utilisation du système à quatre tons se développa au cours des dynasties Sui et Tang. Un important  dictionnaire de rimes, le Qieyun, fut écrit à cette époque.
Il fut émis l'hypothèse que le ton d'entrée disparut en mandarin en raison de l'influence des invasions des tribus du nord, dont les Mongols de la dynastie Yuan (1279–1368). Le Zhongyuan Yinyun, un livre de rimes daté de 1324, montre des signes de la disparition du ton d'entrée et l'émergence du système moderne des 4 tons du mandarin. L'époque précise à laquelle le ton d'entrée y disparut est inconnue, bien qu'il soit probable que ce fut à l'époque de la dynastie Qing.

## Exemples
| Caractère chinois | Chinois médiéval reconstruit | Min (Dialecte de Fuzhou) | Cantonais   | Japonais classique (On'yomi, ou lecture chinoise) | Coréen  | Vietnamien | Mandarin standard (pas de ton d'entrée) | Mandarin jianghuai (Nankin) | Signification principale (en français)                                         |
| 合                | [ɣɑp]                        | [haʔ˥]                   | hap6 [hɐp]  | gafu, kafu ガフ, カフ                             | hap 합  | hợp        | he² (hé)                                | ho⁵ [xo˥]                   | union; près                                                                    |
| 十                | [ʑip]                        | [sɛiʔ˥]                  | sap6 [sɐp]  | jifu, shifu ジフ, シフ                            | sip 십  | thập       | shi² (shí)                              | shr⁵ [ʂʅ˥]                  | dix                                                                            |
| 佛                | [vɪuət]                      | [huʔ˥]                   | fat6 [fɐt]  | butsu, futsu ブツ, フツ                           | bul 불  | phật       | fo² (fó)                                | fu⁵ [fu˥]                   | Bouddha                                                                        |
| 八                | [pat]                        | [paiʔ˨˦]                 | baat³ [pɑt] | hachi, hatsu ハチ, ハツ                           | pal 팔  | bát        | ba1 (bā)                                | ba⁵ [pa˥]                   | huit                                                                           |
| 易                | [jɐk]                        | [iʔ˥]                    | yik6 [jɪk]  | yaku, eki ヤク, エキ                              | yeok 역 | dịch       | yi4 (yì)                                | i⁵ [i˥]                     | Change et échange. La signification de “facile” est prononcée yi6 en Cantonais |
| 客                | [kʰɪɐk]                      | [kʰaʔ˨˦]                 | haak³ [hɑk] | kyaku, kaku キャク, カク                          | gaek 객 | khách      | ke4 (kè)                                | kä⁵ [kʰɛ˥]                  | invité                                                                         |

## Ton d'entrée en chinois

### Mandarin
Le ton d'entrée ne se retrouve que dans un seul des dialectes mandarins, le mandarin du Yangtze. Dans les autres dialectes, le ton d'entrée a disparu, et le syllabes qui avaient ce ton d'entrée ont désormais l'un des quatre autres tons du mandarin, selon la consonne initiale de chacune des syllabes. Ci-dessous un aperçu des transformations selon les différents dialectes :
|                                | Sourde                         | Nasale                  | Sonore                  |
| ------------------------------ | ------------------------------ | ----------------------- | ----------------------- |
| Mandarin des péninsules        | 3                              | 4                       | 2                       |
| Mandarin du nord-est           | 1, 2, 3, 4 (essentiellement 3) | 4                       | 2                       |
| Mandarin de Pékin              | 1, 2, 3, 4                     | 4                       | 2                       |
| Mandarin du centre-nord        | 1                              | 4                       | 2                       |
| Mandarin des plaines centrales | 1                              | 1                       | 2                       |
| Mandarin du nord-ouest         | 4                              | 4                       | 2                       |
| Mandarin du sud-ouest          | 2                              | 2                       | 2                       |
| Mandarin du Yangtze            | (ton d'entrée préservé)        | (ton d'entrée préservé) | (ton d'entrée préservé) |

### Cantonais
Comme la plupart des variantes de la langues chinoises, le cantonais a changé ses consonnes occlusives, affriquées et fricatives sonores initiales du chinois médiéval, contre leur équivalente muette. 
Pour compenser la perte de cette caractéristique distinctive, le cantonais a scindé le ton du chinois médiéval en deux ton distincts, l'un pour la consonne initiale sonore du chinois médiéval (Yang) et l'autre pour la consonne initiale muette du chinois médiéval (Yin). De plus, le cantonais a scindé le ton d'entrée du Yin en deux, soit un ton haut pour les voyelles courtes et un ton bas pour les voyelles longues. Dès lors, le cantonais présente 3 tons d'entrée : 
- haut (Yin court, 陰入)
- moyen (Yin long, 中入), dérivé du haut (陰入)
- bas (Yang, 陽入)

Le ton d'entrée du cantonais a gardé son caractère court et aigu.

### Min
Le min méridional (Minnan, dont le taïwanais) possède deux tons d'entrée :
- haut (Yin, 陰入), ton numéroté 4
- bas (Yang, 陽入), ton numéroté 8

Les mots avec un ton d'entrée se terminent tous deux avec un coup de glotte, [-p], [-t] ou [-k] (tous non aspirés). Il existe de nombreux mots présentant des finales différentes dans leur forme littéraire ou dans leur forme de langue de la rue.

## Ton d'entrée dans les langues non-chinoises
De nombreux mots chinois furent utilisés en japonais, coréen et vietnamien au cours de la période d'existence du chinois médiéval. Ces langues ont dès lors intégré le ton d'entrée à divers degrés. 

### Japonais
Parce que la langue japonaise ne permet pas l'utilisation d'une consonne en fin de syllabe, les finales -k, -p, -t ont généralement été converties en syllabes séparées -ku ou -ki, -pu, et -ti (-chi) ou -tu (-tsu) respectivement. Plus tard, les modifications ont affecté ces finales :
- dans certains cas, la finale était directement suivie d'une consonne muette, la fin étant dès lors perdue, et la consonne faisant dès lors l'objet d'une gémination.
  - exemples : gaku + kou devient gakkō (école), and shitsu + hai devient shippai (échec)

- la finale -pu est devenue -u (pu>fu>hu>u)
  - exemple : jipu (dix) est devenue jū

Il est possible de retrouver la finale originale en examinant l'usage historique des kanas utilisés pour épeler le mot (le japonais peut s'écrire avec des caractères chinois (kanjis) ou un syllabaire (kanas)).

### Coréen
Le coréen garde les finales -k et le -p, alors que la finale -t est devenue -l.

## Reconstruction du ton d'entrée à partir du mandarin
Bien qu'il soit difficile d'identifier les mots comprenant à l'origine un ton d'entrée à partir du seul mandarin, il est cependant possible d'envisager de retrouver ce ton par l'analyse de la composante phonétique de chaque caractère. Par exemple, si l'on sait que 白 (blanc) possède un ton d'entrée, 拍 (battre), 柏 (cèdre), 帛 (vêtement blanc) et 迫 (urgent) ont également un ton d'entrée. Bien que cette méthode ne soit pas pleinement satisfaisante, elle donne généralement de bonne premières informations.